# Pietro Gerardo d'Armagnac
Pietro Gerardo d'Armagnac, in francese: Pierre Géraud d'Armagnac (... – 1242 circa), fu conte d'Armagnac e di Fezensac, dal 1219 alla sua morte.

## Origine
Pietro Gerardo, secondo lo storico francese Jean de Jaurgain era il figlio primogenito del conte d'Armagnac e di Fezensac, Gerardo V e della moglie  di cui non si conoscono né il nome né gli ascendenti ; anche le Europäische Stammtafeln, vol III cap. 3. 569 (non consultate) confermano la paternità di Gerardo V.
Gerardo V d'Armagnac, ancora secondo Jean de Jaurgain era il figlio secondogenito del visconte di Fezensac, Bernardo di Lomagne e di Geralda di Foix, che sempre secondo Jean de Jaurgain era figlia del conte di Foix, Ruggero III e della moglie Cecilia Trencavel, che era figlia del visconte di Carcassonne, d'Albi e di Béziers, Raimondo I Trencavel e della sua prima moglie, Adelaide, di cui non si conoscono gli ascendenti.
Invece, sia secondo i Documens historiques et généalogiques sur les familles et les hommes remarquables du Rouergue, che secondo Pierre de Guibours, detto Père Anselme de Sainte-Marie o più brevemente Père Anselme, Pietro Gerardo era il figlio terzogenito del conte d'Armagnac e di Fezensac, Bernardo IV e di Stephanie o Etiennette.
Bernardo IV d'Armagnac, sia secondo i Documens historiques et généalogiques sur les familles et les hommes remarquables du Rouergue, che secondo Père Anselme ed anche Jean de Jaurgain era il figlio primogenito del conte d'Armagnac e di Fezensac, Gerardo III e di Anicelle o Azelma di Fezensac, che, secondo la Genealogia Comitum Guasconiæ era figlia del conte di Fezensac, Astanova II (Astam-Novam) e della moglie di cui non si conoscono né il nome né gli ascendenti.

## Biografia
Secondo Jean de Jaurgain, suo padre, Gerardo V, morì nel 1219 e Pietro Gerardo, che era  il figlio primogenito, gli succedette.
Secondo ancora Jean de Jaurgain, Pietro Gerardo era minorenne per cui lo zio paterno, Arnaldo Bernardo, che era presente quando suo fratello Gerardo V aveva reso omaggio al capitano generale dell'esercito Crociato nella crociata contro gli albigesi, Simone IV di Montfort, divenne suo tutore, impadronendosi dei titoli: infatti nel 1222, Arnaldo Bernardo viene citato come conte d'Armagnac e di Fezensac, e tenne il potere sino alla sua morte; essendo lo zio morto senza discendenza, Pietro Gerardo, nel 1226 entrò in possesso dei suoi titoli; anche Père Anselme conferma che Pietro Gerardo, nel 1226, assunse il titolo di conte d'Armagnac e di Fezensac, ma usurpandolo a Bernardo V, il figlio legittimo di Gerardo IV; il fatto è confermato anche dai Documens historiques et généalogiques sur les familles et les hommes remarquables du Rouergue.
Di Pietro Gerardo si hanno scarse informazioni; si conosce l'anno della morte, che secondo Jean de Jaurgain, fu all'incirca nel 1242, senza discendenza legittima. 
A Pietro Gerardo succedette Bernardo V, che secondo Jean de Jaurgain, era suo fratello il secondogenito, mentre secondo i Documens historiques et généalogiques sur les familles et les hommes remarquables du Rouergue e Père Anselme era il figlio di Gerardo IV.

## Discendenza
Pietro Gerardo, secondo Jean de Jaurgain, ebbe una moglie, Mascarosa de La Barthe, da cui non ebbe figli.
Anche i Documens historiques et généalogiques sur les familles et les hommes remarquables du Rouergue e Père Anselme confermano che Pietro Gerardo non ebbe discendenza.

### Fonti primarie
- (LA)  Rerum Gallicarum et Francicarum Scriptires, tomus XII.
- (LA)  Histoire Générale de Languedoc, Tome IV, Notess.
- (FR)  Histoire généalogique et chronologique de la maison royale de France, tomus III.
- (FR)  Documens historiques et généalogiques sur les familles et les hommes remarquables du Rouergue.

### Letteratura storiografica
- (FR) La Vasconie, étude historique et critique, vol II, su 1886.u-bordeaux-montaigne.fr. URL consultato il 24 dicembre 2018 (archiviato dall'url originale il 15 dicembre 2018).